# الصاروخ الموجه الخفيف متعدد الأغراض
الصاروخ الموجه الخفيف متعدد الأغراض ( الروسية: ЛМУР, Легкая многоцелевая управляемая ракета، رومنة: Legkaya Mnogotselevaya Upravlyayemaya Raketa) هو صاروخ جو-أرض روسي يطلق من الطائرات المروحية. كما يُعرف أيضًا تحت التسميات البديلة المنتج 305.

## التطوير
ظهر الاسم المختصر للصاروخ أول مرة في عام 2007. في ذلك الوقت، أشار الاسم إلى مشروع صاروخ خفيف الوزن من شركة الصواريخ التكتيكية. تخلى المسؤولون عن هذا المشروع في عام 2009 لأسباب غير معروفة. ومع ذلك، في فبراير 2011، صدر أمر بحث وتطوير من وزارة الدفاع الروسية، يحمل الاسم الرمزي بريفكس Префикс، مشروع صاروخ خفيف الوزن متعدد المهام جديد، عُرف أيضًا باسم المنتج 79، إلى مكتب تصميم ماشينوستروينيا. وأشار العقد إلى أن الصاروخ الجديد يجب أن يكون جاهزًا للإنتاج التسلسلي بحلول أواخر نوفمبر/تشرين الثاني 2014. ورغم اكتمال إنتاج دفعة من الصواريخ التجريبية في عام 2013، إلا أنه لم يكن من الممكن اختبارها، لأن وزارة الدفاع لم تأمر بتطوير أي منصات لإطلاقها. وبناء على ذلك، أعلنت شركة "كي بي إم" رسميًّا أنها أوقفت تطوير الصاروخ، قبل أسبوعين من الموعد النهائي الذي حددته وزارة الدفاع. أُنهي العقد رسميًا في عام 2017 فقط.
ولكن هذا لم يعني نهاية المشروع. في الواقع، ربما في عام 2012، تعاقد جهاز الأمن الاتحادي الروسي مع شركة كيه بي إم لتطوير صاروخ يسمى المنتج 305، والذي من شأنه أن يجهز طائرات الهليكوبتر الخاصة ميل مي-8 إم إن بي-2. يعتبر المنتج 305 مشابهًا جدًا للمنتج 79 السابق، ولكنه يحتوي رابط بيانات إضافي ثنائي الاتجاه، مما يسمح بوجود رجل في الحلقة. أجريت اختبارات الصاروخ على مروحية Mi-8MNP-2 في عامي 2015 و2016، وبدأ الإنتاج التسلسلي بعد فترة وجيزة. وأبدت وزارة الدفاع اهتمامها مرة أخرى، وقدمت طلبها الخاص. بدأ اختبار الصاروخ الموجه الخفيف متعدد الأغراض على ميل مي-28 إن إم في عام 2019، وعلى كاموف كا-52إم في عام 2020. وبحسب ما ورد، سيحمَّل الصاروخ على المروحيات التابعة للقوات الخاصة Mil Mi-8AMTSh-VN. في حوالي عام 2017، خُطط لتطوير قاذفة تعتمد على مركبة مدرعة أيضًا. تبنت القوات الجوية الفضائية الروسية الصاروخ في عام 2022.

## المشغلون
- روسيا
  - جها الأمن الاتحادي الروسي[5]
  - القوات الجوية الروسية[2]